# Bradypterus lopezi
El zarzalero de Lopes (Bradypterus lopezi) es una especie de ave en la familia Locustellidae. Es propio de África.

## Distribución y hábitat
Se lo encuentra en Angola, Camerún, República Democrática del Congo, Guinea Ecuatorial, Kenia, Malawi, Mozambique, Ruanda, Tanzania, Uganda, y Zambia. Sus hábitats naturales son los bosques montanos húmedos tropicales y las zonas de matorrales húmedos tropicales.